# Catherine Schell
Katherina Freiin Schell von Bauschlott mais conhecida como Catherine Schell (Budapeste, 17 de julho de 1944) é uma atriz britânica nascida na Hungria, conhecida por vários trabalhos na televisão do Reino Unido.

## Biografia
Através de um tataravô, Schell tem parentescos de descendência com Luís XV da França e Felipe II, Duque de Orléans. Filha de um diplomata e de uma condessa, cuja família fugiu de Budapeste durante a Segunda Guerra Mundial depois de ter as propriedades confiscadas pelos nazistas, ela e os pais viveram na pobreza na Áustria, até imigrarem para os Estados Unidos, onde seu pai recebeu a cidadania norte-americana em 1950.
Em 1957 a família voltou para a Europa, estabelecendo-se em Munique, onde Catherine começou a carreira de atriz, fazendo sua estreia no cinema num pequeno filme alemão em 1964. Usando até 1972 o nome artístico de Catharina von Schell, seus trabalhos internacionais no cinema mais conhecidos são a bond girl Nancy de 007 A Serviço Secreto de Sua Majestade (1969) e Lady Claudine Lytton na comédia A Volta da Pantera Cor de Rosa (1975) com Peter Sellers.
Com participações em séries populares da TV britânica como Dr. Who, Space 1999, The Persuaders! e outras, manteve-se atuante e popular no país até meados da década de 1990, quando abandonou a carreira para abrir uma pousada no interior da França, com seu marido, o diretor de televisão britânico Bill Hays, hoje falecido.